# Anete (Vorname)
Anete ist als eine Variante von Anna bzw. Annette ein lettischer weiblicher Vorname. Namenstag in Lettland ist der 8. Oktober.

## Namensträgerinnen
- Anete Brice (* 1991), lettische Biathletin und Skilangläuferin
- Anete Humpe, von 1985 bis 1987 verwendete Schreibung des Namens von Annette Humpe
- Anete Jēkabsone-Žogota (* 1983), lettische Basketballspielerin
- Anete Paulus (* 1991), estnische Fußballspielerin